# Canthon integricollis
Canthon integricollis là một loài bọ cánh cứng trong họ Bọ hung (Scarabaeidae).